# 캐스린 쉘던
캐스린 쉘던(Kathryn Sheldon, 1879년 9월 22일 ~ 1975년 12월 25일)은 미국의 배우, 영화배우이다.
신시내티에서 태어났으며 로스앤젤레스에서 사망하였다.

## 영화
- 미트 미 인 라스 베가스 (1956년)
- 유리 구두 (1955년)
- 해피 타임 (1952년)
- 미스터 빌비디어 링스 더 벨 (1951년)
- 푸른 면사포 (1951년)
- 웨이크 업 앤 드림 (1946년)
- 내 사랑 마녀 (1942년)
- 영 피플 (1940년)
- 세인트 루이스 블루스 (1939년)
- 마리 앙투아네트 (1938년)
- 라모나 (1936년)